# Rue François-Mauriac (Marseille)
Pour les articles homonymes, voir Rue François-Mauriac.
La rue François-Mauriac est une voie marseillaise située dans le 10e arrondissement de Marseille. 

## Situation et accès
Cette rue transversale traverse les quartiers de Pont-de-Vivaux et de Saint-Tronc sur une longueur de 1 750 mètres.
Cette voie qui va du boulevard Rouvier au chemin du Vallon-de-Toulouse est à sens unique du début de la rue jusqu’au carrefour avec le boulevard Romain-Rolland.

## Origine du nom
La rue doit son nom à François Mauriac (1885-1970), écrivain français. 

## Historique
Son nom actuel est choisi par délibération du Conseil municipal du 11 juillet 1988. Elle s’appelait auparavant « chemin vicinal de Pont-de-Vivaux à Saint-Tronc ».

## Bâtiments remarquables et lieux de mémoire
- Au numéro 31 se trouve le collège Pont-de-Vivaux.
- Au numéro 87 se trouvent le parc de la Pintade ainsi que le stade Saint-Tronc-Didier